# Alessio Deledda
Alessio Deledda (ur. 10 grudnia 1994) – włoski kierowca wyścigowy. W 2022 roku kierowca zespołu Grasser Racing Team w serii Deutsche Tourenwagen Masters.

## Wyniki

### Podsumowanie
| Sezon   | Seria                                    | Zespół              | Starty | P1 | PP | NO | Podia | Punkty | Pozycja |
| ------- | ---------------------------------------- | ------------------- | ------ | -- | -- | -- | ----- | ------ | ------- |
| 2018    | Włoska Formuła 4                         | Technorace          | 20     | 0  | 0  | 0  | 0     | 0      | 39      |
| 2019    | Formuła 3                                | Campos Racing       | 16     | 0  | 0  | 0  | 0     | 0      | 29      |
| 2019    | Euroformula Open Winter Series           | Campos Racing       | 2      | 0  | 0  | 0  | 0     | 6      | 9       |
| 2019    | Grand Prix Makau                         | Campos Racing       | 1      | 0  | 0  | 0  | 0     | n.d.   | 25      |
| 2019    | Europejski Puchar Formuły Renault 2.0    | GRS                 | 11     | 0  | 0  | 0  | 0     | 0      | 24      |
| 2019/20 | F3 Asian Championship                    | Hitech Grand Prix   | 15     | 0  | 0  | 0  | 0     | 21     | 15      |
| 2020    | Formuła 3                                | Campos Racing       | 18     | 0  | 0  | 0  | 0     | 0      | 34      |
| 2020    | Lamborgini Super Trofeo Europe - Pro Cup | VS Racing           | 2      | 0  | 0  | 0  | 0     | 4      | 20      |
| 2021    | F3 Asian Championship                    | Pinnacle Motorsport | 15     | 0  | 0  | 0  | 0     | 9      | 16      |
| 2021    | Formuła 2                                | HWA Racelab         | 23     | 0  | 0  | 0  | 0     | 0      | 25      |
| 2022    | Deutsche Tourenwagen Masters             | Grasser Racing Team |        |    |    |    |       |        |         |

### Formuła 3
| Legenda oznaczeń w tabelach wyników Wyświetl szablon na nowej stronie | Legenda oznaczeń w tabelach wyników Wyświetl szablon na nowej stronie                                                                     |
| Oznaczenie                                                            | Wyjaśnienie |
| --------------------------------------------------------------------- | --- |
| Złoty                                                                 | Zwycięzca lub mistrzostwo |
| Srebrny                                                               | 2. miejsce lub wicemistrzostwo |
| Brązowy                                                               | 3. miejsce lub II wicemistrzostwo |
| Zielony                                                               | Ukończył, punktował (w klasyfikacji generalnej, gdy zdobył co najmniej jeden punkt na przestrzeni sezonu, poza trzema powyższymi opcjami) |
| Niebieski                                                             | Ukończył, nie punktował (w klasyfikacji generalnej, gdy nie zdobył co najmniej jednego punktu na przestrzeni sezonu)                      |
| Czerwony                                                              | Nie zakwalifikował się (NZ) |
| Czerwony                                                              | Nie prekwalifikował się (NPK) |
| Różowy                                                                | Nie ukończył (NU) |
| Różowy                                                                | Niesklasyfikowany (NS) (w klasyfikacji generalnej, gdy nie został sklasyfikowany w żadnym wyścigu sezonu)                                 |
| Czarny                                                                | Zdyskwalifikowany (DK) |
| Czarny                                                                | Wykluczony (WYK/EX) |
| Biały                                                                 | Nie wystartował (NW) |
| Biały                                                                 | Kontuzjowany (K/INJ) |
| Biały                                                                 | Wyścig odwołany (OD/C) |
| Bez koloru                                                            | Został wycofany (WYC/WD) |
| Bez koloru                                                            | Nie przybył (NP/DNA) |
| Bez koloru                                                            | Nie brał udziału w treningach (NT/DNP) |
| Bez koloru                                                            | Nie został zgłoszony (–) |
| Pogrubienie                                                           | Start z pole position |
| Kursywa                                                               | Najszybsze okrążenie wyścigu |
| †                                                                     | Nie ukończył, ale jego rezultat został zaliczony ze względu na przejechanie więcej niż 90% dystansu wyścigu.                              |
| *                                                                     | Sezon w trakcie |
| 1/2/3                                                                 | Punktowana pozycja w sprincie kwalifikacyjnym                                                                                             |
| Lista systemów punktacji Formuły 1                                    | |

| Rok  | Zespół        | Wyniki w poszczególnych eliminacjach | Wyniki w poszczególnych eliminacjach | Wyniki w poszczególnych eliminacjach | Wyniki w poszczególnych eliminacjach | Wyniki w poszczególnych eliminacjach | Wyniki w poszczególnych eliminacjach | Wyniki w poszczególnych eliminacjach | Wyniki w poszczególnych eliminacjach | Wyniki w poszczególnych eliminacjach | Wyniki w poszczególnych eliminacjach | Wyniki w poszczególnych eliminacjach | Wyniki w poszczególnych eliminacjach | Wyniki w poszczególnych eliminacjach | Wyniki w poszczególnych eliminacjach | Wyniki w poszczególnych eliminacjach | Wyniki w poszczególnych eliminacjach | Wyniki w poszczególnych eliminacjach | Wyniki w poszczególnych eliminacjach | Punkty | Pozycja |
| ---- | ------------- | ------------------------------------ | ------------------------------------ | ------------------------------------ | ------------------------------------ | ------------------------------------ | ------------------------------------ | ------------------------------------ | ------------------------------------ | ------------------------------------ | ------------------------------------ | ------------------------------------ | ------------------------------------ | ------------------------------------ | ------------------------------------ | ------------------------------------ | ------------------------------------ | ------------------------------------ | ------------------------------------ | ------ | ------- |
| 2019 | Campos Racing | CAT                                  | CAT                                  | LEC                                  | LEC                                  | RBR                                  | RBR                                  | SIL                                  | SIL                                  | HUN                                  | HUN                                  | SPA                                  | SPA                                  | MNZ                                  | MNZ                                  | SOC                                  | SOC                                  |                                      |                                      | 0      | 29      |
| 2019 | Campos Racing | NU                                   | 23                                   | 16                                   | 23                                   | 25                                   | 24                                   | NU                                   | 25                                   | 24                                   | 26                                   | 28                                   | 20                                   | 23                                   | 25                                   | 21                                   | 22                                   |                                      |                                      | 0      | 29      |
| 2020 | Campos Racing | RBR                                  | RBR                                  | RBR                                  | RBR                                  | HUN                                  | HUN                                  | SIL                                  | SIL                                  | SIL                                  | SIL                                  | CAT                                  | CAT                                  | SPA                                  | SPA                                  | MNZ                                  | MNZ                                  | MUG                                  | MUG                                  | 0      | 34      |
| 2020 | Campos Racing | 29                                   | 20                                   | 27                                   | 21                                   | 20                                   | 23                                   | 23                                   | 28                                   | 25                                   | NU                                   | 28                                   | NU                                   | NU                                   | 23                                   | 23                                   | 22                                   | 25                                   | 26                                   | 0      | 34      |

### Formuła 2
| Rok  | Zespół      | Wyniki w poszczególnych eliminacjach | Wyniki w poszczególnych eliminacjach | Wyniki w poszczególnych eliminacjach | Wyniki w poszczególnych eliminacjach | Wyniki w poszczególnych eliminacjach | Wyniki w poszczególnych eliminacjach | Wyniki w poszczególnych eliminacjach | Wyniki w poszczególnych eliminacjach | Wyniki w poszczególnych eliminacjach | Wyniki w poszczególnych eliminacjach | Wyniki w poszczególnych eliminacjach | Wyniki w poszczególnych eliminacjach | Wyniki w poszczególnych eliminacjach | Wyniki w poszczególnych eliminacjach | Wyniki w poszczególnych eliminacjach | Wyniki w poszczególnych eliminacjach | Wyniki w poszczególnych eliminacjach | Wyniki w poszczególnych eliminacjach | Wyniki w poszczególnych eliminacjach | Wyniki w poszczególnych eliminacjach | Wyniki w poszczególnych eliminacjach | Wyniki w poszczególnych eliminacjach | Wyniki w poszczególnych eliminacjach | Wyniki w poszczególnych eliminacjach | Punkty | Pozycja |
| ---- | ----------- | ------------------------------------ | ------------------------------------ | ------------------------------------ | ------------------------------------ | ------------------------------------ | ------------------------------------ | ------------------------------------ | ------------------------------------ | ------------------------------------ | ------------------------------------ | ------------------------------------ | ------------------------------------ | ------------------------------------ | ------------------------------------ | ------------------------------------ | ------------------------------------ | ------------------------------------ | ------------------------------------ | ------------------------------------ | ------------------------------------ | ------------------------------------ | ------------------------------------ | ------------------------------------ | ------------------------------------ | ------ | ------- |
| 2021 | HWA Racelab | BHR                                  | BHR                                  | BHR                                  | MON                                  | MON                                  | MON                                  | BAK                                  | BAK                                  | BAK                                  | SIL                                  | SIL                                  | SIL                                  | MNZ                                  | MNZ                                  | MNZ                                  | SOC                                  | SOC                                  | SOC                                  | JED                                  | JED                                  | JED                                  | YAS                                  | YAS                                  | YAS                                  | 0      | 25      |
| 2021 | HWA Racelab | 18                                   | NU                                   | NU                                   | 18                                   | 12                                   | 17                                   | NU                                   | 15                                   | 19                                   | NU                                   | NU                                   | 22                                   | 13                                   | 19                                   | NU                                   | 18                                   | OD                                   | 17                                   | NU                                   | NU                                   | 20                                   | 18                                   | NU                                   | 19                                   | 0      | 25      |